# Diplomatisk note
En Diplomatisk note, Verbalnote eller Note er en formel skriftlig henvendelse fra et lands ambassade til det stedlige udenrigsministerium eller omvendt, eller mellem to landes ambassader. Noten holdes i en traditionsbunden upersonlig stil, der kun anvender 3. person, og indledes og afsluttes med faste høflighedsformler. Den underskrives ikke. I stedet for underskrift påføres afsenderens tjenestestempel. I randen af dette sætter den embedsmand, der har godkendt indholdet, sine initialer. Noten affattes normalt på opholdslandets officielle sprog eller vedlægges en oversættelse til dette sprog. De fleste landes udenrigsministerier accepterer dog også at modtage noter på engelsk og fransk, uanset om disse sprog er officielle sprog i landet.

## Ekstern henvisning
- DEN NYE SALMONSEN – Note – kolonne 3293